# Aarne Kreuzinger-Janik

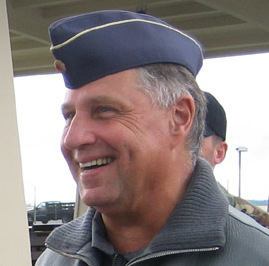
Kreuzinger-Janik im Gespräch im Jahr 2007

Aarne Emil Kreuzinger-Janik (* 13. April 1950 in Lübeck) ist ein deutscher Generalleutnant a. D. der Luftwaffe der Bundeswehr. Er war von 2006 bis 2009 Befehlshaber des Luftwaffenführungskommandos und von 2009 bis 2012 der 14. Inspekteur der Luftwaffe. Er war zeitweise Präsident der Interessengemeinschaft Deutsche Luftwaffe e. V. (IDLw) und ist Ehrenpräsident der IDLw.

## Militärische Laufbahn
Kreuzinger-Janik trat 1969 in die Bundeswehr ein und durchlief bis 1974 die Offizierausbildung und die fliegerische Grundschulung zum Luftfahrzeugführer für Strahlflugzeuge. Von 1974 bis 1981 war er beim Jagdbombergeschwader 31 „Boelcke“ in Nörvenich als Pilot auf der Lockheed F-104G „Starfighter“, Nachrichtenoffizier und Einsatzstabsoffizier eingesetzt. Nach Teilnahme an der Ausbildung zum Generalstabsdienstoffizier an der Führungsakademie der Bundeswehr in Hamburg von 1981 bis 1983 folgte dort eine Verwendung als Planungsstabsoffizier bis 1985.

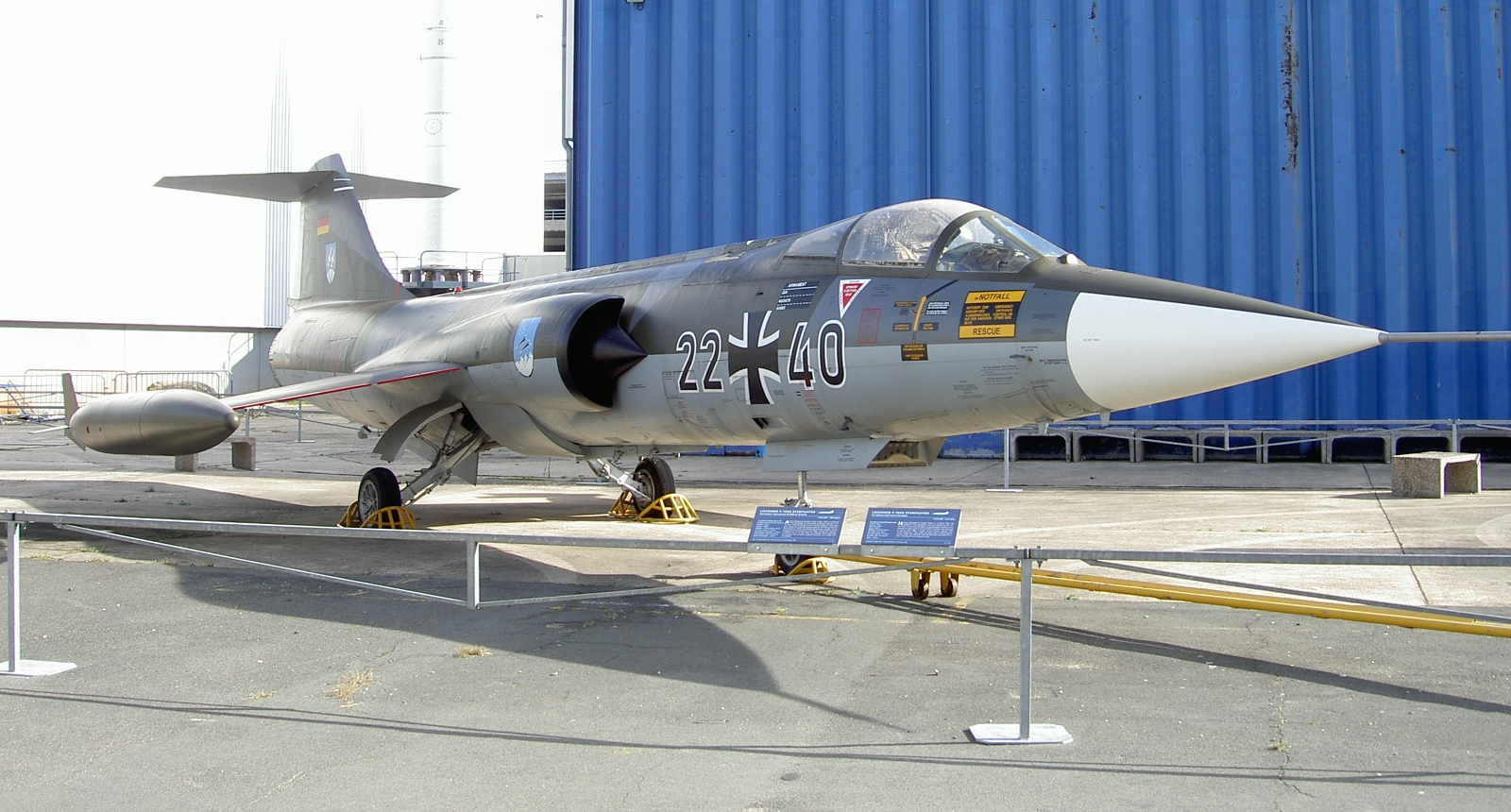
F-104 des JaboG 34

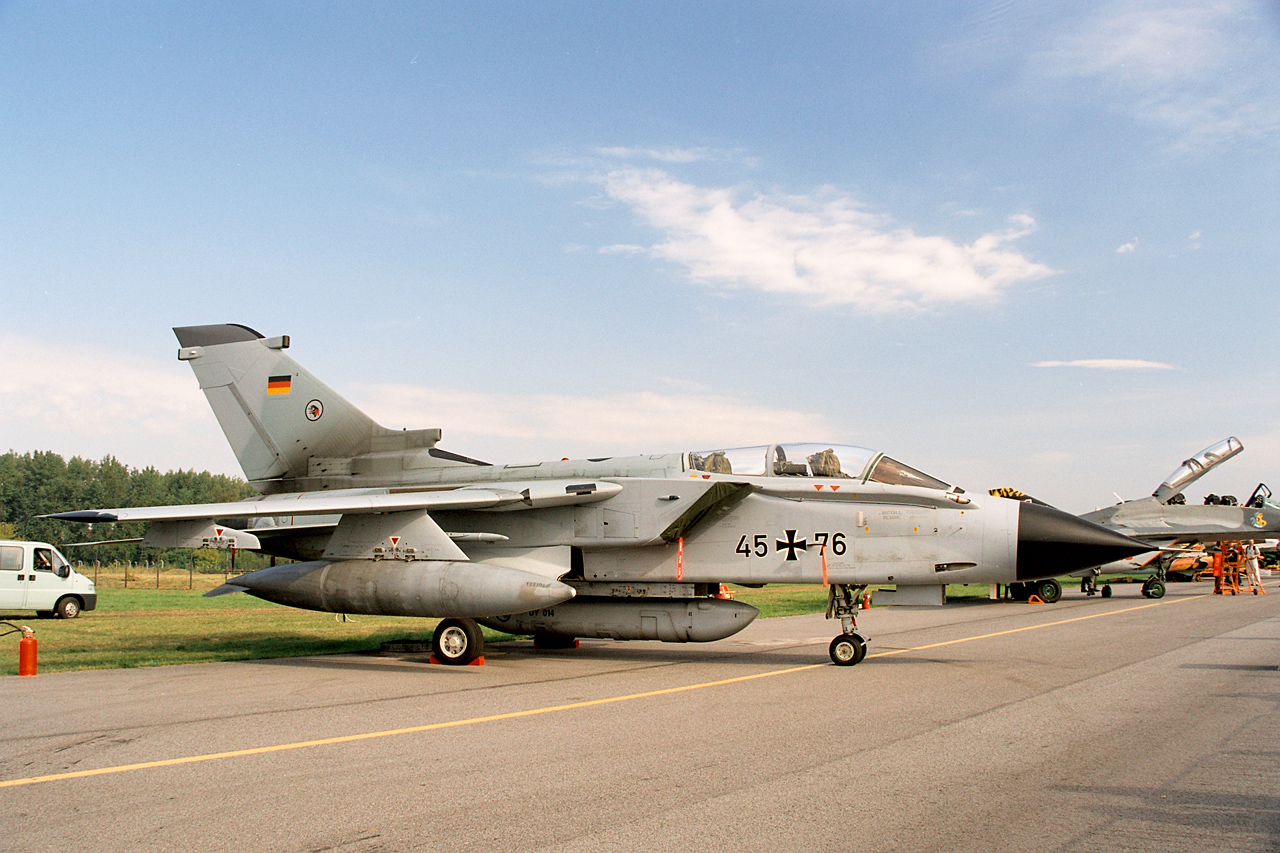
Tornado des AG 51

1985 wurde Kreuzinger-Janik als Staffelkapitän der 1. Jagdbomberstaffel des Jagdbombergeschwader 34 „Allgäu“ nach Memmingen versetzt, 1988 als Dezernatsleiter in der Abteilung A3 beim Kommando der 3. Luftwaffendivision nach Kalkar und 1989 als Studienprojektoffizier beim Amt für Studien und Übungen der Bundeswehr nach Bergisch Gladbach. 1990 kehrte er als Kommandeur Fliegende Gruppe zum Jagdbombergeschwader 34 zurück. 1992 wurde er beim NATO-Hauptquartier SHAPE in Mons/Belgien G3-Stabsoffizier.
Seine erste ministerielle Verwendung folgte 1994 bis 1996 auf einem Referentendienstposten für militärpolitische Grundlagen im Führungsstab der Streitkräfte (Fü S) im Bundesministerium der Verteidigung in Bonn. Während seiner Zeit als Kommodore des Aufklärungsgeschwaders 51 „Immelmann“ in Jagel von 1996 bis 1997 war er als Kommodore des Einsatzgeschwaders 1 der Luftwaffe in Piacenza (Norditalien) eingesetzt und von 1997 bis 1999 Referatsleiter im damaligen Führungszentrum der Bundeswehr in Bonn, das für die Einsatzführung der Bundeswehrkontingente verantwortlich war. Nach seiner Verwendung als Stellvertretender Befehlshaber und General für Nationale Territoriale Aufgaben im Wehrbereich II von 1999 bis 2000 kehrte er auf einen Dienstposten in der Luftwaffe zurück.
Von 2000 bis 2003 war er Stabsabteilungsleiter im Führungsstab der Luftwaffe (Fü L III) in Bonn, 2003 übernahm er das Kommando über die 3. Luftwaffendivision mit Sitz in Berlin-Gatow. Am 1. Juni 2006 wurde Kreuzinger-Janik Befehlshaber des Luftwaffenführungskommandos in der Kölner Luftwaffenkaserne Wahn, welches er bis zum 26. Oktober 2009 führte. Am 29. Oktober 2009 übertrug ihm der am Vortag zum Bundesminister der Verteidigung ernannte Karl-Theodor zu Guttenberg das Amt des Inspekteurs der Luftwaffe. Er folgte damit, wie bereits 2003 als Divisionskommandeur, Generalleutnant Klaus-Peter Stieglitz. In dieser Funktion war er bis zu seiner Pensionierung tätig. Er übergab die Dienstgeschäfte an seinen Nachfolger Generalleutnant Karl Müllner. Kreuzinger-Janik wurde zum 30. April 2012 in den Ruhestand versetzt.
Kreuzinger-Janik erflog über 2.800 Flugstunden auf diversen Flugzeugmustern, vor allem auf der F-104 und dem Tornado. Er überlebte zwei Flugunfälle mit dem F-104 Starfighter.

## Privates
Kreuzinger-Janik ist verheiratet und hat zwei Kinder.

## Ehrungen
- 2012: Verdienstkreuz 1. Klasse der Bundesrepublik Deutschland